# Мали Хореш
Мали Хореш (слч. Malý Horeš) насељено је мјесто са административним статусом сеоске општине (слч. obec) у округу Требишов, у Кошичком крају, Словачка Република.

## Становништво
| Година:    | 1994. | 2004.   | 2014.   | 2024.   |
| ---------- | ----- | ------- | ------- | ------- |
| Број људи: | 1178  | 1112    | 1113    | 1068    |
| Разлика:   |       | -5,60 % | +0,08 % | -4,04 % |

| Година:    | 2023. | 2024.   |
| ---------- | ----- | ------- |
| Број људи: | 1073  | 1068    |
| Разлика:   |       | -0,46 % |

Према подацима о броју становника из 2011. године насеље је имало 1.115 становника.